# Фуксгофен
Фуксгофен (нім. Fuchshofen) — громада в Німеччині, розташована в землі Рейнланд-Пфальц. Входить до складу району Арвайлер. Складова частина об'єднання громад Аденау.
Площа — 2,84 км2. Населення становить 100 ос. (станом на 31 грудня 2020).